# 那谷敏郎
那谷敏郎（なた としろう、1923年2月25日- ）は、日本の紀行作家、文化史家。

## 来歴
石川県金沢市生まれ。東亜同文書院大学卒業。朝日新聞出版局編集委員、名古屋商科大学、光陵女子短期大学講師。

## 著書
- 『カラー沖縄工芸の魅力』写真 大塚清吾　淡交社　1975
- 『カラー歴史の町並』写真 橋本治郎　淡交社　1975
- 『紀行ビザンチン史』1976　新潮選書
- 『ビザンチンの光芒 聖域行』1976　平凡社カラー新書
- 『日本の音をつくる』柴田南雄共著 尾崎一郎写真　朝日新聞社　1977
- 『ネパールの生神様』1977　平凡社カラー新書 聖域行
- 『スリランカの三宝』1978　平凡社カラー新書 聖域行
- 『トルコの旋舞教団』1979　平凡社カラー新書 聖域行
- 『イスタンブール案内』1980　平凡社カラー新書
- 『インドの黄金寺院』大村次郷写真　1981　平凡社カラー新書 聖域行
- 『紀行モロッコ史』1984　新潮選書
- 『「魔」の世界』1986　新潮選書　のち講談社学術文庫
- 『三日月の世紀 「大航海時代」のトルコ、イラン、インド』1990　新潮選書
- 『十三世紀の西方見聞録』1993　新潮選書
- 『幼事然々』橋本確文堂企画出版室　1998
- 『龍と蛇 ナーガ 権威の象徴と豊かな水の神』大村次郷写真　集英社　アジアをゆく 2000

## 参考
- 紀伊国屋書店『「魔」の世界」